# Oeyreluy
Oeyreluy – miejscowość i gmina we Francji, w regionie Nowa Akwitania, w departamencie Landy.
Według danych na rok 1990 gminę zamieszkiwały 1063 osoby, a gęstość zaludnienia wynosiła 186 osób/km² (wśród 2290 gmin Akwitanii Oeyreluy plasuje się na 405. miejscu pod względem liczby ludności, natomiast pod względem powierzchni na miejscu 1380.).